# 娜丁·斯坦顿
娜丁·斯坦顿（英語：Nadine Stanton，1975年9月11日—），新西兰女子射击运动员。她曾代表新西兰参加2002年、2006年和2010年英联邦运动会射击比赛，获得一枚金牌和一枚银牌。